# Instituto de Arte Chouinard
El Instituto de Arte Chouinard fue una escuela profesional de arte fundada en 1921 por Nelbert Murphy Chouinard (1879-1969) en Los Ángeles, California.
Chouinard nació en Montevideo, Minnesota, y estudió en el Instituto Pratt en Brooklyn, Nueva York y en Múnich, Alemania. Creyendo que un instituto de arte era necesario e importante para el oeste de Estados Unidos, se dedicó especialmente a su instituto, dejando de lado sus propias pinturas. En 1935, el estado de California reconoció a su instituto como una universidad sin fines de lucro.
Entre sus primeros estudiantes estuvo Anthony Heinsbergen quien se convirtió en un reconocido artista de murales.
La edad y salud de Nelbert Chouinard permitieron que Walt y Roy Disney junto a Lulu May Von Hagen, en ese entonces presidente del Conservatorio de Música de Los Ángeles, unieran en 1961 el Instituto de Arte Chouinard con el Conservatorio de Música para crear el Instituto de las Artes de California.

## Alumnos notables
- Milicent Patrick
- Retta Scott
- Arthur Beaumont
- Mary Blair
- Pruett Carter
- F. Tolles Chamberlin
- Victor Czerkas
- Guy Dill
- Paul Frees
- Llyn Foulkes
- Jack Goldstein
- Hardie Gramatky
- Edith Head
- Anthony Heinsbergen
- Clarence Hinkle
- Mentor Huebner
- Laddie John Dill
- Chuck Jones
- Ollie Johnston
- Bud Luckey
- John Mason
- Bill Meléndez
- Barse Miller
- Leo Monahan
- Maurice Noble
- Virgil Franklin Partch
- Ron Pippin
- Ken Price
- Wolfgang Reitherman
- Ed Ruscha
- Millard Sheets
- George T. Tamura
- Frank Thomas
- William Travilla
- Delmer J. Yoakum